# Serikbuya (köpinghuvudort i Kina, Xinjiang Uygur Zizhiqu, lat 39,30, long 77,82)
Serikbuya (kinesiska: 色力布亚, 色力布亚镇) är en köpinghuvudort i Kina. Den ligger i den autonoma regionen Xinjiang, i den nordvästra delen av landet, omkring 950 kilometer sydväst om regionhuvudstaden Ürümqi. Antalet invånare är 44 642. Befolkningen består av 21 848 kvinnor och 22 794 män. Barn under 15 år utgör 25,0 %, vuxna 15-64 år 69 %, och äldre över 65 år 5,0 %.
Runt Serikbuya är det ganska glesbefolkat, med 22 invånare per kvadratkilometer. Serikbuya är det största samhället i trakten. Trakten runt Serikbuya består till största delen av jordbruksmark.
Genomsnittlig årsnederbörd är 106 millimeter. Den regnigaste månaden är juli, med i genomsnitt 25 mm nederbörd, och den torraste är mars, med 2 mm nederbörd.